# Roger Vonlanthen

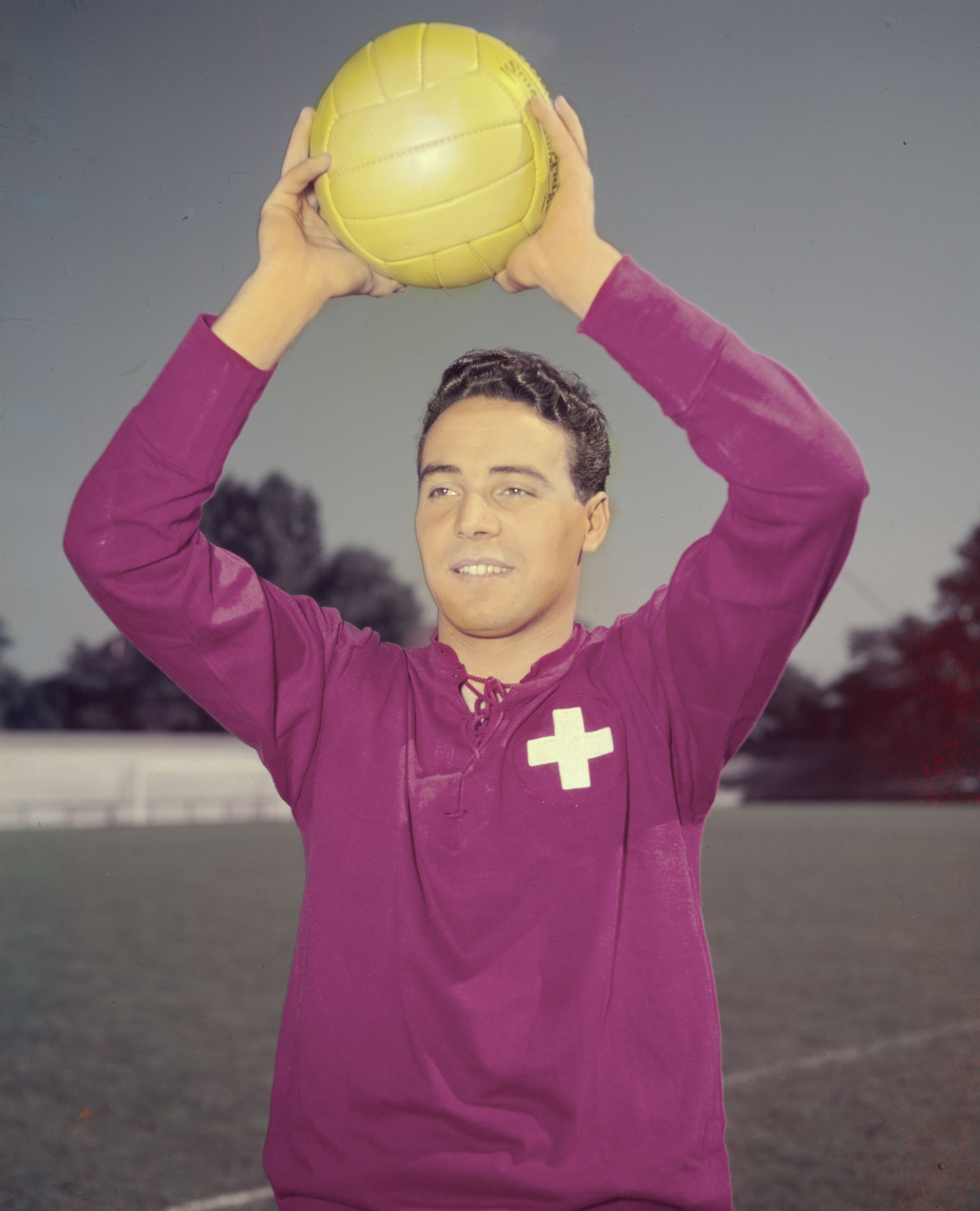
Roger Vonlanthen im Jahr 1956

Roger Vonlanthen (* 5. Dezember 1930; † 7. Juli 2020 in Onex) war ein Schweizer Fussballspieler, der vom 30. März 1977 bis 28. März 1979 auch als Trainer der Schweizer Fussballnationalmannschaft amtete.

## Karriere

### Vereine
In der Jugend von Servette Genf begann die Fussballkarriere des späteren Studenten der Nationalökonomie. Der viersprachige Romand wechselte 1951 zum Grasshopper-Club nach Zürich. Bereits in der Saison 1951/52 war er beim Double-Gewinn von GC im Hardturmstadion beteiligt. In der Runde 1952/53 erlebte er den nächsten Einzug in das Cup-Finale (Sieger: Young Boys Bern) und 1953/54 die Vizemeisterschaft hinter FC La Chaux-de-Fonds. Nach dem starken Auftritt der Nationalmannschaft bei der Fussballweltmeisterschaft 1954 bekam er ein Profiangebot von Inter Mailand und wechselte 1955 in die Hauptstadt der Lombardei. Sportlich zahlte sich dieses Abenteuer für den Eidgenossen nicht aus. Da die Italiener glaubten, einen Torschützen verpflichtet zu haben, und Vonlanthen in erster Linie ein schneller und technisch versierter Passgeber war, der zudem das offensive Spiel bevorzugte, waren die zwei Jahre bei Internazionale Mailand mehr ein Irrtum als eine glückliche sportliche Verbindung. Von 1957 bis 1959 spielte er dann noch zwei Jahre bei Alessandria, bevor er wieder zurück in die Schweiz wechselte. Bei seinem erneuten Engagement bei GC konnte er aber nicht an die alten Erfolge anknüpfen. Bei Lausanne-Sports feierte er im Jahre der Fussball-Weltmeisterschaft 1962 in Chile mit der Vizemeisterschaft und dem Cup-Sieg gegen Bellinzona aber wieder einen vorzeigbaren Erfolg. 1962/63 folgte erneut die Vizemeisterschaft. Bei seiner letzten Spielerstation bei Servette Genf kamen dann zwar keine Titelgewinne hinzu, aber es waren nochmals Jahre des sportlichen Erfolges. Zweimal zog der Routinier mit seiner Mannschaft in das Cup-Finale ein, allerdings setzte sich 1965 Sion und 1966 der FC Zürich durch. Im Jahre der Fussball-Weltmeisterschaft 1966 in England reichte es hinter dem Double-Gewinner FC Zürich auch noch zur Vizemeisterschaft. Danach trat Roger Vonlanthen von der Spieler-Bühne ab und übernahm die Verantwortung als Trainer.

### Nationalmannschaft
Das Debüt in der «Nati» fand für Roger Vonlanthen am 16. Mai 1951 in Wrexham beim Spiel gegen Wales statt. Er spielte bei der 2:3-Niederlage an der Seite von Charles Antenen, Robert Ballaman, Fredy Bickel und Jacques Fatton auf Halblinks. Es folgte für den Länderspielneuling eine zweijährige Pause bis zum nächsten Einsatz. Im Mai 1953 kam er zu seinem zweiten Länderspiel. Beim 4:2-Erfolg der Schweizer am 11. November 1953 in Paris gegen Frankreich wurde er im Mittelfeld auf der rechten Verbinderposition eingesetzt. Antenen zeichnete sich als dreifacher Torschütze aus. Bei dem Vorbereitungsspiel zur Fussballweltmeisterschaft 1954 im eigenen Land stand er am 24. April 1954 in Basel der Mannschaft von Bundestrainer Sepp Herberger gegenüber. Fritz Walter und Hans Schäfer erzielten je zwei Treffer und den fünften steuerte Max Morlock zum 5:3-Erfolg der Deutschen bei. Nach der Vorbereitung im Sportzentrum Magglingen, hoch über dem Bielersee, vertrat Vonlanthen in allen vier Spielen beim WM-Turnier gegen Italien (zwei Spiele), England und Österreich die Farben der Mannschaft von Trainer Karl Rappan. Dank seiner Schnelligkeit und Technik übte er in der defensiv ausgerichteten Taktik des WM-Gastgebers eine Schlüsselfunktion bei den überfallartigen Gegenstössen aus. 1957 spielte er bei beiden Begegnungen in der WM-Qualifikation gegen Schottland und erzielte jeweils ein Tor. Es gab Niederlagen mit 1:2 und 2:3 und das WM-Turnier 1958 in Schweden fand ohne die Schweiz statt. 1960 half er auf Halbrechts beim 4:2-Sieg in der WM-Quali in Brüssel am 20. November gegen Belgien. In Chile, beim WM-Turnier 1962, lief er in den Partien gegen Deutschland und Italien auf. Am 11. November 1962 bestritt Vonlanthen in Amsterdam beim Europameisterschafts-Qualifikationsspiel gegen die Niederlande sein 27. und letztes Spiel für die Schweizer Fussballnationalmannschaft.

## Trainer
Nach den Vereinsstationen Servette Genf, Lausanne-Sports und CS Chenois, wobei er mit Lausanne in den Jahren 1969 und 1970 zwei Vizemeisterschaften erreichte, bekam Roger Vonlanthen im März 1977 die Verantwortung für die Schweizer Nationalmannschaft übertragen. Nach der 0:3-Niederlage im EM-Qualifikationsspiel am 28. März 1979 in Eindhoven gegen die Niederlande trat er zurück.

## Privates
Vonlanthen war ab 1961 mit einer Italienerin verheiratet, Vater von zwei Töchtern und schweizerisch-italienischer Doppelbürger. Er lebte zuletzt in Onex im Kanton Genf. Er verstarb im Juli 2020 in Onex im Alter von 89 Jahren. Die Öffentlichkeit erfuhr dies gemäss dem Willen Vonlanthens jedoch erst im März 2021.